# Xixuthrus arfakianus
Xixuthrus arfakianus är en skalbaggsart som först beskrevs av Lansberge 1884.  Xixuthrus arfakianus ingår i släktet Xixuthrus och familjen långhorningar. Inga underarter finns listade i Catalogue of Life.